# بووژو (آلپ-دو-اوت-پرووانس)
بووژو (به فرانسوی: Beaujeu) یک کمون  در فرانسه است که در canton of La Javie واقع شده‌است. بووژو ۴۵٫۶۸ کیلومتر مربع مساحت دارد ۸۸۰ متر بالاتر از سطح دریا واقع شده‌است.